# Léo Bouchard
Pour les articles homonymes, voir Philias et Bouchard.
Joseph Léo Philias Bouchard (19 mars 1913- 27 juillet 1943) était un militaire canadien natif de Rivière-du-Loup au Bas-Saint-Laurent (Québec) qui perdit la vie durant la campagne de Sicile de la Seconde Guerre mondiale. Il portait alors le grade de capitaine et commandait une compagnie au sein du Royal 22e Régiment canadien-français. Il reçut la Croix militaire à titre posthume pour ses actions lors de l'attaque sur le mont Scapello et Santa-Maria. Il est inhumé dans le cimetière d'Agira en Sicile,.

## Héritage
Une rue porte le nom de Léo-Bouchard dans le quartier Saint-François-de-Xavier à Rivière-du-Loup en son honneur.
Un pont sur la base des Forces canadiennes Valcartier porte le nom de Bouchard en son honneur.